# Hosejn Eljasi
Hosejn Eljasi (pers. حسین الیاسی ; ur. 27 maja 1991) – irański zapaśnik walczący w stylu wolnym. Wicemistrz halowych igrzysk azjatyckich w 2017 roku.